# Okrúhla (1088 m)
Okrúhla (1088 m) – szczyt w Górach Wołowskich w Rudawach Słowackich, we wschodniej Słowacji.

## Położenie
Leży w Paśmie Kojszowskiej Hali, ok. 2,5 km na wschód od najwyższego szczytu tego pasma, Kojszowskiej Hali i ok. 2 km na północny zachód. Wznosi się jako pierwszy szczyt w bocznym grzbiecie, odchodzącym na północ od głównego grzbietu tego pasma (i całych Gór Wołowskich) w nienazwanej kocie 1065 m n.p.m. i schodzącym następnie ku dolinie Hornadu. Na południowo-wschodnich stokach góry ma swoje źródliska potok Opátka, natomiast stoki zachodnie odwadnia Kojšovský potok.

## Charakterystyka
Ma formę kształtnego, kupulasto zwieńczonego stożka o słabo rozczłonkowanych zboczach (stąd nazwa). Jest całkowicie zalesiona.

## Turystyka
Na szczyt nie wyprowadza żaden znakowany szlak turystyczny. Wschodnie stoki góry trawersuje natomiast od Sedla pod Suchým vrchom żółty  szlak z Kojšova na Idčianske sedlo.